# Ficha catalográfica
Ficha catalográfica (ou Index card em inglês), é uma ficha que contém as informações bibliográficas necessárias para identificar e localizar um livro ou outro documento no acervo de uma biblioteca. Ela é de papel resistente, medindo 7,5 cm de altura por 12,5 cm de largura - dimensões padronizadas internacionalmente, apresenta um orifício no centro da margem inferior, por onde é presa na gaveta do fichário quando arquivada. As margens são definidas de forma a facilitar a identificação dos dados sendo: a primeira margem com início no 11º espaço; a segunda no 13º espaço e a terceira iniciando no 15º espaço.

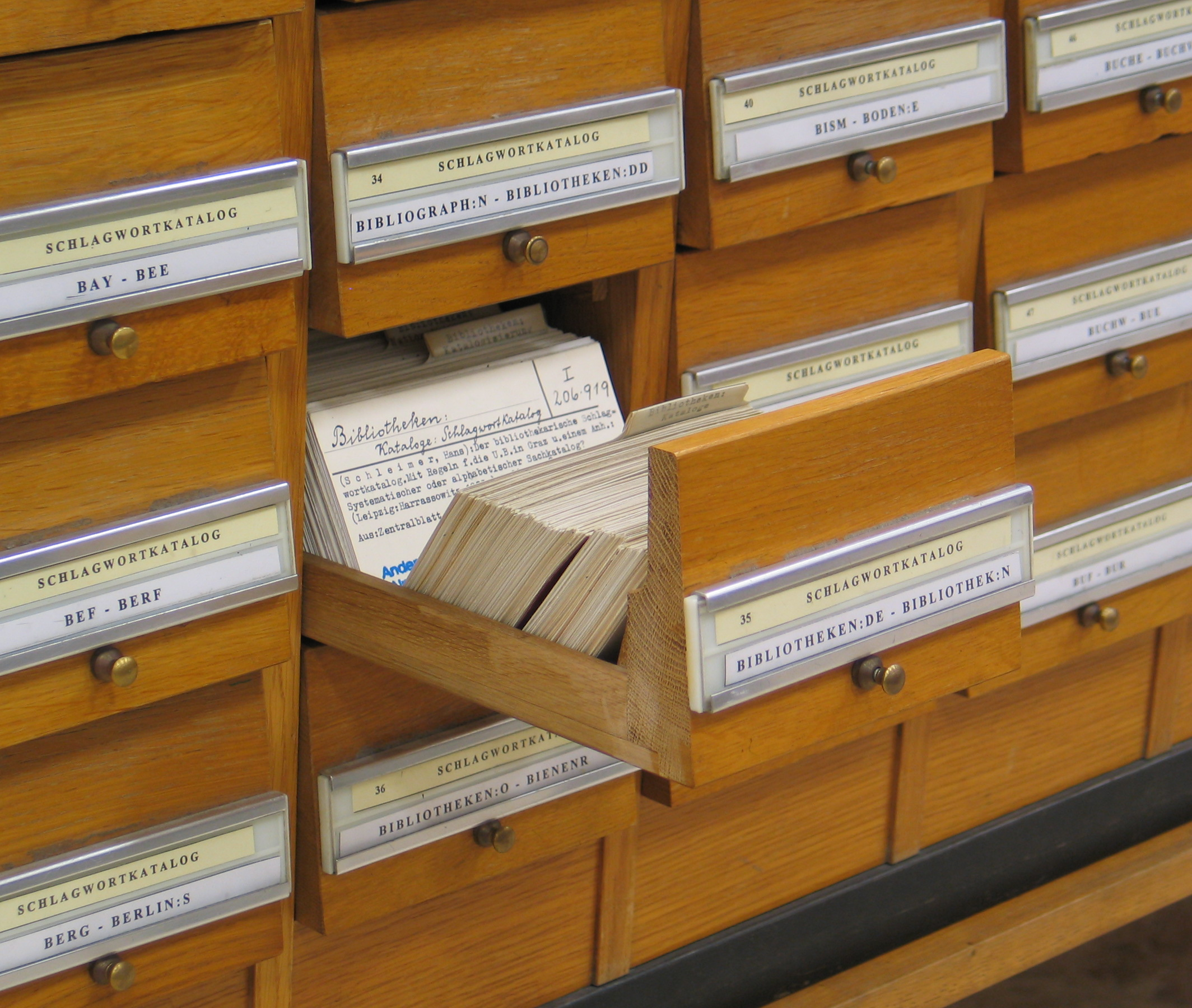
Exemplo de um catálogo de fichas catalográficas.

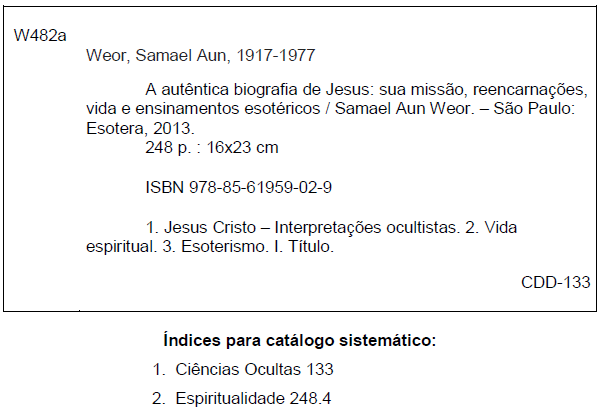
Exemplo de ficha catalográfica

Em geral, uma ficha catalográfica utilizada em um catálogo de biblioteca contém uma descrição bibliográfica, um ponto de acesso e um número de chamada.
A descrição bibliográfica contém informações sobre o documento representado pela ficha, no caso de um livro, por exemplo, a descrição bibliográfica possui informações como o título do livro, os nomes dos autores, tradutores, ilustradores, etc., a edição, o local de publicação, o nome do publicador e a data de publicação.
O ponto de acesso é um nome que pode representar um dos responsáveis pelo documento, por exemplo, o autor de um livro, o assunto abordado no documento, o título do próprio documento, o título das partes do documento ou mesmo o título da coleção ou série da qual o documento faz parte.
O número de chamada é um código, na maior parte dos casos constituído por caracteres alfa-numéricos (letras e números), que permite localizar o documento de forma única no acervo de uma biblioteca ou de uma rede de bibliotecas. Quando agrupadas, as fichas catalográficas constituem um catálogo de fichas.
As fichas catalográficas podem ser utilizadas também para análise e interpretação de dados levantados durante uma pesquisa bibliográfica. É feita uma ficha para cada livro ou documento, contendo a classificação por autor, classificação dos conceitos contidos no material e a definição das principais categorias de análise. As partes desse tipo de ficha são: documento (tipo), classificação, conteúdo (resumo do conteúdo do documento) e análise dos dados.
No Brasil, as fichas catalográficas são obrigatórias em todas a publicações, conforme estabelecido pela Lei Federal 10.753/03, conhecida também como Lei do Livro. Devido a esta exigência legal, a procura por bibliotecários capacitados para elaborar fichas catalográficas tem crescido bastante no país.

## Agências catalogadoras no Brasil
- Agência Brasileira do ISBN
- Câmara Brasileira do Livro
- Sindicato Nacional dos Editores de Livros